# Dennis Potter
Dennis Christopher George Potter  (Floresta de Dean, Gloucestershire, 17 de maio de 1935 — 7 de junho de 1994) foi um dramaturgo inglês bastante controverso, cuja obra mais conhecida é O Detective Cantor. Seus aclamados trabalhos televisivos misturavam fantasia e realidade, pessoal e social. Gostava bastante de usar temas e imagens da cultura popular.
Seu pai era minerador na mina de carvão entre Gloucestershire e o País de Gales.